# Список глав государств в 1232 году
Список глав государств в 1231 году — 1232 год — Список глав государств в 1233 году — Список глав государств по годам

## Азия
- Аббасидский халифат — Аль-Мустансир Биллах, халиф (1226 — 1242)
- Айюбиды —
  - Аль-Азиз Мухаммад, эмир Алеппо[англ.] (1216 — 1236)
  - Аль-Ашраф Муса, эмир Дамаска[англ.] (1229 — 1237)
  - Аль-Музаффар Гази, эмир Месопотамии[англ.] (1220 — 1247)
  - Аль-Музаффар Махмуд, эмир Хамы[англ.] (1229 — 1244)
  - Аль-Муджахид Ширкух, эмир Хомса[англ.] (1186 — 1240)
- Анатолийские бейлики —
  - Артукиды —
    - Рукн ад-дин Маудуд ибн Махмуд, эмир (Хисн Кайф) (1222 — 1232)
    - Масуд ибн Махмуд, эмир (Хисн Кайф) (1232)
    - в 1232 году смещены Айюбидами
    - Атрук-Арслан Насир, эмир (Мардин) (1201 — 1239)

  - Менгджуки (Менгучегиды) — Музаффар ад-дин Мухаммед, бей (1228 — 1243)
  - Османский бейлик — Эртогрул, бей (1230 — 1281)
- Антиохийское княжество — Боэмунд IV, князь (1201 — 1216, 1219 — 1233)
- Грузинское царство — Русудан, царица (1223 — 1245)
- Дайвьет — Чан Тхай Тонг, император[англ.] (1225 — 1258)
- Дали (Дачжун) — Дуань Чжисян, император (1204 — 1238)
- Иерусалимское королевство — Конрад II, король (1228 — 1254)
- Индия —
  - Ахом — Сукапхаа, махараджа[англ.] (1228 — 1268)
  - Венад[англ.] — Рави Керала Варма Тирувади, махараджа[англ.] (1214 — 1240)
  - Восточные Ганги[англ.] — Анангабхима Дева II, царь[англ.] (1211 — 1238)
  - Делийский султанат — Илтутмиш, султан (1211 — 1236)
  - Какатия — Ганапати, раджа (1199 — 1261)
  - Камата — Сандхья, махараджа (1228 — 1260)
  - Качари — Макардвай Нарайян, царь (ок. 1210 — ок. 1286)
  - Кашмир (Лохара) — Раджадева, царь[англ.] (1212/1213 — 1235)
  - Пандья — Мараварман Сундара, раджа (1216 — 1238)
  - Парамара[англ.] — Девапала, махараджа[англ.] (1218 — 1239)
  - Соланки — Бхимадева II Бхоло, раджа (1178 — 1242)
  - Хойсала — Нарасимха II, махараджадхираджа (1220 — 1235)
  - Чандела — Траилокьяварман, раджа (1203 — 1254)
  - Чола — Раджараджа Чола III, махараджа (1218 — 1246)
  - Ядавы (Сеунадеша) — Сингхана II, махараджа (1200 — 1247)
- Индонезия —
  - Сингасари — Анусапати, раджа (1227 — 1248)
  - Сунда — Гуру Дармасикса, махараджа (1175 — 1297)
- Иран —
  -  Хазараспиды — Малик Хазарасп, атабек (1204 — 1248)
- Йемен —
  -  Расулиды — Аль-Мансур Умар I, эмир (1229 — 1249)
- Кедах — Мухаммад Шах, султан[англ.] (1201 — 1236)
- Киликийское царство — Забел, царица (1219 — 1252)
- Кипрское королевство — Генрих I, король (1218 — 1253)
- Китай —
  -  Империя Сун  — Ли-цзун (Чжао Юнь), император (1224 — 1264)
  - Цзинь — Ваньянь Шоусюй (Ай-цзун), император (1224 — 1234)
- Кхмерская империя (Камбуджадеша) — Индраварман II, император (1218 — 1243)
- Конийский (Румский) султанат — Кей-Кубад I, султан (1219 — 1237)
- Корея (Корё)  — Коджон, ван (1213 — 1259)
- Лемро — 
  - Танабин, царь[англ.] (1229 — 1232)
  - Нганатин, царь[англ.] (1232 — 1234)
- Мальдивы — Вади, султан (1214 — 1233)
- Монгольская империя — Угэдэй, великий хан (1229 — 1241)
  - Золотая Орда (Улус Джучи) — Батый, хан (1224 — 1255)
  - Чагатайский улус — Чагатай, хан (1224 — 1242)
- Никейская империя — Иоанн III Дука Ватац, император (1221 — 1254)
- Паган — Тиломинло, царь[англ.] (1211 — 1235)
- Рюкю — Сюнтэн, ван (1187 — 1237)
- Сельджукиды — Насир ад-Дин Махмуд, эмир Мосула (1219 — 1234)
- Трапезундская империя — Андроник I Гид, император (1222 — 1235)
- Графство Триполи — Боэмунд IV, граф (1189 — 1233)
- Тямпа — Джая Парамесвараварман II, царь (1220 — 1254)
- Ширван — Фарибурз III, ширваншах (1225 — 1243)
- Шри Ланка — 
  - Дамбадения[англ.] — Виджаябаху III, царь (1220 — 1234)
  - Джафна — Калинга Магха, царь[англ.] (1215 — 1255)
- Япония — 
  - Го-Хорикава, император (1221 — 1232)
  - Сидзё, император (1232 — 1242)
  - Фудзивара-но Ёрицунэ, сёгун (1226 — 1244)

## Америка
- Куско — Синчи Рока, сапа инка (1230 — 1260)

## Африка
- Айюбиды — Аль-Камиль, султан Египта (1218 — 1238)
- Альмохады — 
  - Абу Ала аль-Мамун, халиф (1229 — 1232)
  - Абд аль-Вахид ар-Рашид, халиф (1232 — 1242)
- Бенинское царство — Эвека I, оба[англ.] (1180 — 1246)
- Вогодого — Недега, нааба (ок. 1230 — ок. 1253)
- Гана — Сумаба Сиссе, царь (1203 — 1235)
- Канем — Дунама II Дибалами, маи (1221 — 1259)
- Каниага — Сумангуру Кваннте, царь (ок. 1200 — 1235)
- Кано[англ.] — Нагуджи, король[англ.] (1194 — 1247)
- Килва — Боне ибн Сулейман, султан (1225 — 1263)
- Мариниды — Усман I, султан (1217 — 1240)
- Нри[англ.] — Буифе, эзе[англ.] (1159 — 1259)
- Хафсиды — Абу Закария Яхья I, султан (1229 — 1249)
- Эфиопия — Йэтбарак, император (1207 — 1247)

## Европа
- Англия — Генрих III, король (1216 — 1272)
- Болгарское царство — Иван Асень II, царь (1218 — 1241)
- Босния — 
  - Степан, бан (1204 — 1232)
  - Матвей Нинослав, бан (1232 — 1250)
- Венгрия — Андраш II, король (1205 — 1235)
- Венецианская республика — Якопо Тьеполо, дож (1229 — 1249)
- Дания — Вальдемар II Победоносный, король (1202 — 1241)
- Ирландия —
  - Десмонд — Кормак Финн Маккарти, король (1229 — 1247)
  - Коннахт — Аэд мак Руаидри Уа Конхобар, король (1228 — 1233)
  - Тир Эогайн — Домналл Ог мак Аода Мейх О’Нейлл, король (1230 — 1234)
  - Томонд — Доннхад Кайрпрех мак Домнайлл O’Брайен, король (1210 — 1242)
- Испания —
  - Ампурьяс — Понс IV, граф (1230 — 1269)
  - Арагон — Хайме I Завоеватель, король (1213 — 1276)
  - Кастилия и Леон — Фернандо III, король (1230 — 1252)
  - Мальорка — Хайме I Завоеватель, король (1231 — 1276)
  - Наварра — Санчо VII Сильный, король (1194 — 1234)
  - Пальярс Верхний — Роже I де Комменж, граф (ок. 1229 — ок. 1240)
  - Прованс — Раймунд Беренгер IV, граф (1209 — 1245)
- Киевская Русь (Древнерусское государство) — 
  -  Владимиро-Суздальское княжество — Юрий Всеволодович, великий князь Владимирский (1212 — 1216, 1218 — 1238)
    -  Переяславль-Залесское княжество — Ярослав Всеволодович, князь (1212 — 1246)
    -  Ростовское княжество — Василько Константинович, князь (1218 — 1238)
    -  Углицкое княжество — Владимир Константинович, князь (1218 — 1249)
    -  Ярославское княжество — Всеволод Константинович, князь (1218 — 1238)

  -  Киевское княжество — Владимир Рюрикович, великий князь Киевский (1223 — 1235)
  -  Галицко-Волынское княжество — 
    -  Белзское княжество — Александр Всеволодович, князь (1195 — 1207, 1215 — 1233)
    -  Волынское княжество — Даниил Романович, князь (1215 — 1238)
    -  Галицкое княжество — Андраш Венгерский, князь (1228 — 1229, 1231 — 1233)

  -  Луцкое княжество — Василько Романович, князь (1228 — 1238)
  -  Муромское княжество — Юрий Давыдович, князь (1228 — 1237)
  -  Новгород-Северское княжество — Мстислав Глебович, князь (ок. 1212 — ок. 1238)
  -  Новгородское княжество — Ярослав Всеволодович, князь (1215 — 1216, 1222 — 1223, 1226 — 1229, 1230 — 1236)
  -  Овручское княжество — Ростислав Владимирович, князь (1223 — 1236)
  -  Полоцкое княжество — 
    - Святослав Мстиславич, князь (1222 — 1232)
    - Брячислав Василькович, князь (1232 — ок. 1248)
    -  Витебское княжество — 
      - Брячислав Василькович, князь (1221 — 1232)
      - Изяслав Брячиславич, князь (1232 — 1262, 1264)

  -  Псковское княжество — Юрий Мстиславич, князь (1232 — 1240)
  -  Рязанское княжество — Ингварь Игоревич, князь (ок. 1217 — 1235)
  -  Смоленское княжество — 
    - Ростислав Мстиславич, князь (1230 — 1232)
    - Святослав Мстиславич, князь (1232 — ок. 1238)

  -  Черниговское княжество — Михаил Всеволодович, князь (1223 — 1234, 1239 — 1241, 1243 — 1246)
- Латинская империя — Балдуин II де Куртене, император (1228 — 1261)
  - Герцогство Афинское — Ги I де ла Рош, герцог (1225 — 1263)
  - Ахейское княжество — Жоффруа II де Виллардуэн, князь (1229 — 1246)
  - Наксосское герцогство — Анжело Санудо, герцог (1227 — 1262)
  - Эпирское царство — Михаил II Комнин Дука, царь (1230 — 1266/1268)
- Мордва —
  -  Пурешева волость (мокша) — Пуреш, каназор (? — 1241)
- Норвегия — Хакон IV Старый, король (1217 — 1263)
- Орден меченосцев — Фольквин фон Наумбург, магистр (1209 — 1236)
- Островов королевство —
  - Дункан, король Островов и Аргайла (ок. 1200 — 1247)
  - Дугал II Скрич, король Островов и Аргайла (ок. 1200 — ок. 1235)
  - Руаири, король Островов и Гарморана (1210 — ок. 1240)
  - Дональд, король Островов и Кинтайра (1209 — ок. 1250)
  - Олаф Чёрный, король Островов и Мэна (1226 — 1237)
- Папская область — Григорий IX, папа римский (1227 — 1241)
- Польша —
  - Краковское княжество — 
    - Конрад I Мазовецкий, князь (1229 — 1232, 1241 — 1243)
    - Генрих I Бородатый, князь (1232 — 1238)

  - Великопольское княжество — Владислав Одонич, князь (1229 — 1234)
  - Куявское княжество — Конрад I Мазовецкий, князь (1202 — 1233)
  - Сандомирское княжество — 
    - Болеслав I Мазовецкий, князь (1229 — 1232)
    - Болеслав V Стыдливый, князь (1232 — 1279)

  - Серадзское княжество — Болеслав I Мазовецкий, князь (1232 — 1234)
  - Силезское княжество —
    - Нижняя Силезия — Генрих I Бородатый, князь[англ.] (1201 — 1238)
    - Опольско-Ратиборское княжество — Мешко II, князь (1230 — 1246)

  - Мазовецкое княжество — Конрад I, князь[англ.] (1194 — 1247)
- Померания —
  - Померания-Деммин — Вартислав II, герцог (1219 — 1264)
  - Померания-Щецин — Барним I Добрый, герцог (1220 — 1278)
- Померелия (Поморье) — 
  - Рацибор, князь (в Бялогарде) (1220 — 1252)
  - Святополк II, князь (в Гданьске) (1220 — 1266)
  - Самбор II, князь (в Любишеве) (1220 — ок. 1278)
  - Вартислав I, князь (в Свеце) (1220 — 1233)
- Португалия — Саншу II, король (1223 — 1247)
- Священная Римская империя — Фридрих II, король Германии, император Священной Римской империи (1220 — 1250)
  - Австрия — Фридрих II, герцог (1230 — 1246)
  - Ангальт — Генрих I, князь (1218 — 1252)
  - Бавария — Оттон II Светлейший, герцог (1231 — 1253)
  - Баден — Герман V, маркграф (1190 — 1243)
    - Баден-Хахберг — Генрих II, маркграф (1231 — 1290)

  - Бар — Генрих II, граф (1214 — 1239)
  - Берг — Генрих I Лимбургский, граф (1225 — 1247)
  - Брабант — Генрих I Смелый, герцог (1183 — 1235)
  - Бранденбург — 
    - Иоганн I, маркграф (1220 — 1266)
    - Оттон III Благочестивый, маркграф (1220 — 1267)

  - Бургундия (графство) — Оттон III, пфальцграф (1231 — 1248)
  - Вальдек — Адольф I, граф (1224 — 1270)
  - Веймар-Орламюнде[нем.] — 
    - Альбрехт II, граф (1211 — 1245)
    - Герман II, граф (1211 — 1247)

  - Вестфалия — Генрих I фон Мульнарк, герцог (архиепископ Кельна) (1225 — 1238)
  - Вюртемберг —
    - Гартман, граф (1181 — ок. 1240)
    - Людвиг III, граф (1181 — ок. 1241)

  - Гелдерн — Оттон II, граф (1229 — 1271)
  - Голландия — Флорис IV, граф (1222 — 1234)
  - Гольштейн — Адольф IV, граф (1227 — 1238)
  - Каринтия — Бернард, герцог (1201 — 1256)
  - Клеве — Дитрих V, граф (1201 — 1260)
  - Лимбург — Генрих IV, герцог (1226 — 1247)
  - Лотарингия — Матьё II, герцог (1220 — 1251)
  - Лужицкая (Саксонская Восточная) марка — Генрих III, маркграф (1221 — 1288)
  - Люксембург — Эрмезинда, графиня (1197 — 1247)
  - Марк — Адольф I, граф (1198 — 1249)
  - Мейсенская марка — Генрих III, маркграф (1221 — 1288)
  - Мекленбург — 
    - Иоганн I Теолог, князь (1227 — 1264)
    - Мекленбург-Верле — Николай I, князь (1227 — 1277)
    - Мекленбург-Пархим —  Прибислав I, князь (1227 — 1256)
    - Мекленбург-Росток — Генрих Борвин III, князь (1227 — 1277)

  - Мерания — Оттон I, герцог (1204 — 1234)
  - Монбельяр — Тьерри III, граф (1228 — 1283)
  - Монферрат — Бонифаций II, маркграф (1226 — 1253)
  - Намюр — Маргарита, маркграфиня (1229 — 1237)
  - Нассау — Генрих II, граф (1198 — 1247)
  - Ольденбург — 
    - Христиан II, граф (1209 — 1251)
    - Оттон I, граф (1209 — 1256)

  - Рейнский Пфальц — Оттон II Светлейший, пфальцграф (1227 — 1253)
  - Саарбрюккен — Симон III, граф (1207 — 1245)
  - Савойя — Томас I, граф (1189 — 1233)
  - Саксония — Альбрехт I, герцог (1212 — 1260)
  - Салуццо — Манфред III, маркграф (1215 — 1244)
  - Тироль — Альбрехт IV, граф (1190 — 1253)
  - Трирское курфюршество — Теодорих II, курфюрст (1212 — 1242)
  - Тюрингия — Герман II, ландграф (1227 — 1241)
  - Чехия — Вацлав I, король (1230 — 1253)
    - Моравская марка — Пржемысл, маркграф (1228 — 1239)

  - Швабия — Генрих VII, герцог (1217 — 1235)
  - Шверин — Гунцелин III, граф (1228 — 1274)
  - Эно (Геннегау) — Жанна, графиня (1205 — 1244)
  - Юлих — Вильгельм IV, граф (1218 — 1278)
- Сербия — Стефан Радослав, король (1228 — 1234)
- Сицилийское королевство — Федерико II, король (1197 — 1212, 1217 — 1250)
- Тевтонский орден — Герман фон Зальца, великий магистр (1209 — 1239)
- Уэльс —
  - Гвинед — Лливелин Великий, принц (1195 — 1240)
  - Дехейбарт — Рис Григ, король (1216 — 1234)
  - Поуис Вадог — Мадог ап Грифид Майлор, король (1191 — 1236)
  - Поуис Венвинвин — Лливелин Великий, король (1208 — 1212, 1216 — 1240)
- Франция — Людовик IX Святой, король (1226 — 1270)
  - Ангулем — Изабелла, графиня (1202 — 1246)
  - Арманьяк — Пьер Жеро, граф (1219 — 1241)
  - Блуа — Мария д'Авен, графиня (1230 — 1241)
  - Бретань — Пьер I, герцог (1221 — 1237)
  - Булонь — Матильда де Даммартен, графиня (1216 — 1260)
  - Бургундия (герцогство) — Гуго IV, герцог (1218 — 1272)
  - Макон — Алиса, графиня (1224 — 1239)
  - Невер — Матильда де Куртене, графиня (1199 — 1257)
  - Овернь — Гильом X, граф (1222 — 1247)
  - Прованс — Раймунд VII Тулузский, маркиз (1222 — 1247)
  - Тулуза — Раймонд VII, граф (1222 — 1247)
  - Фландрия — Жанна, графиня (1205 — 1244)
  - Фуа — Роже Бернар II, граф (1223 — 1241)
  - Шалон — Жан I Мудрый, граф (1227 — 1237)
  - Шампань — Тибо IV Трубадур, граф (1201 — 1253)
- Швеция — Кнут II, король (1229 — 1234)
- Шотландия — Александр II, король (1214 — 1249)

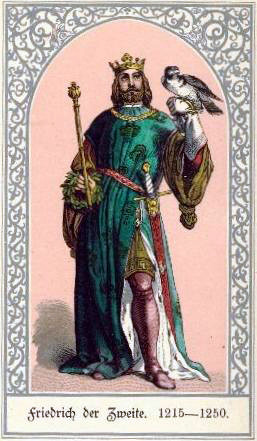
Фридрих II 1220-1250 Император Священной Римской империи
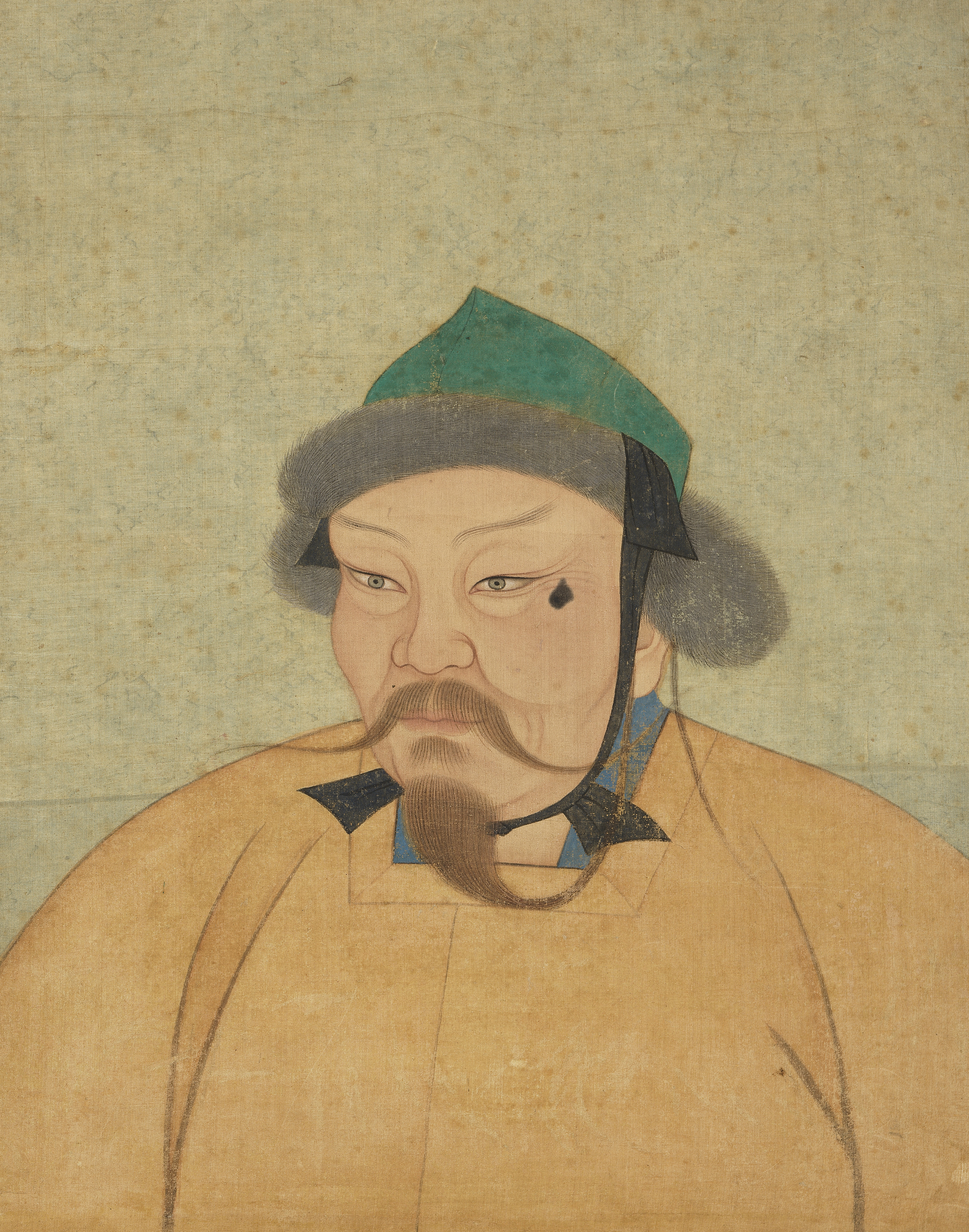
Угэдэй 1229-1241 Великий хан Монголии
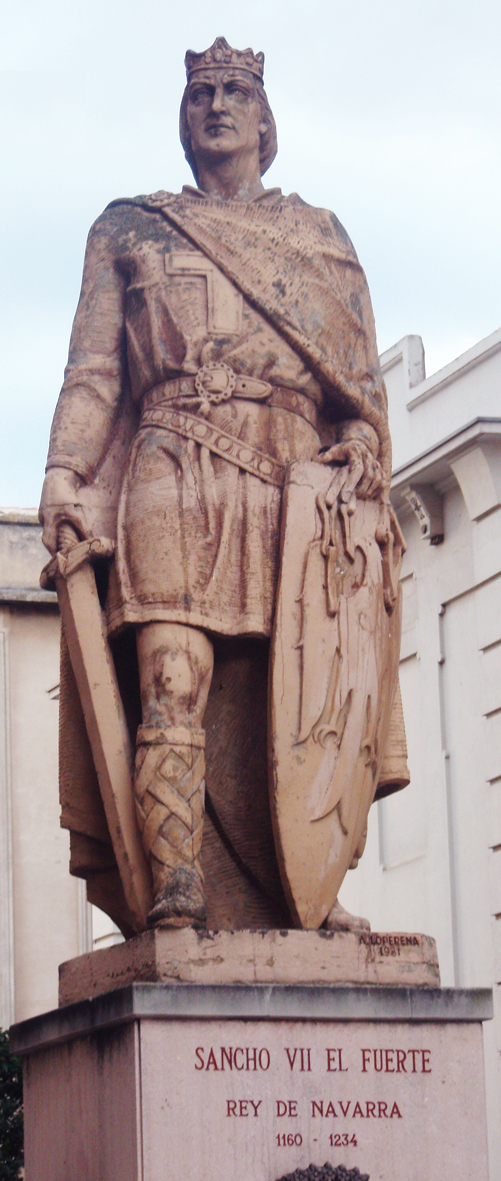
Санчо VII Сильный 1194-1234 Король Наварры
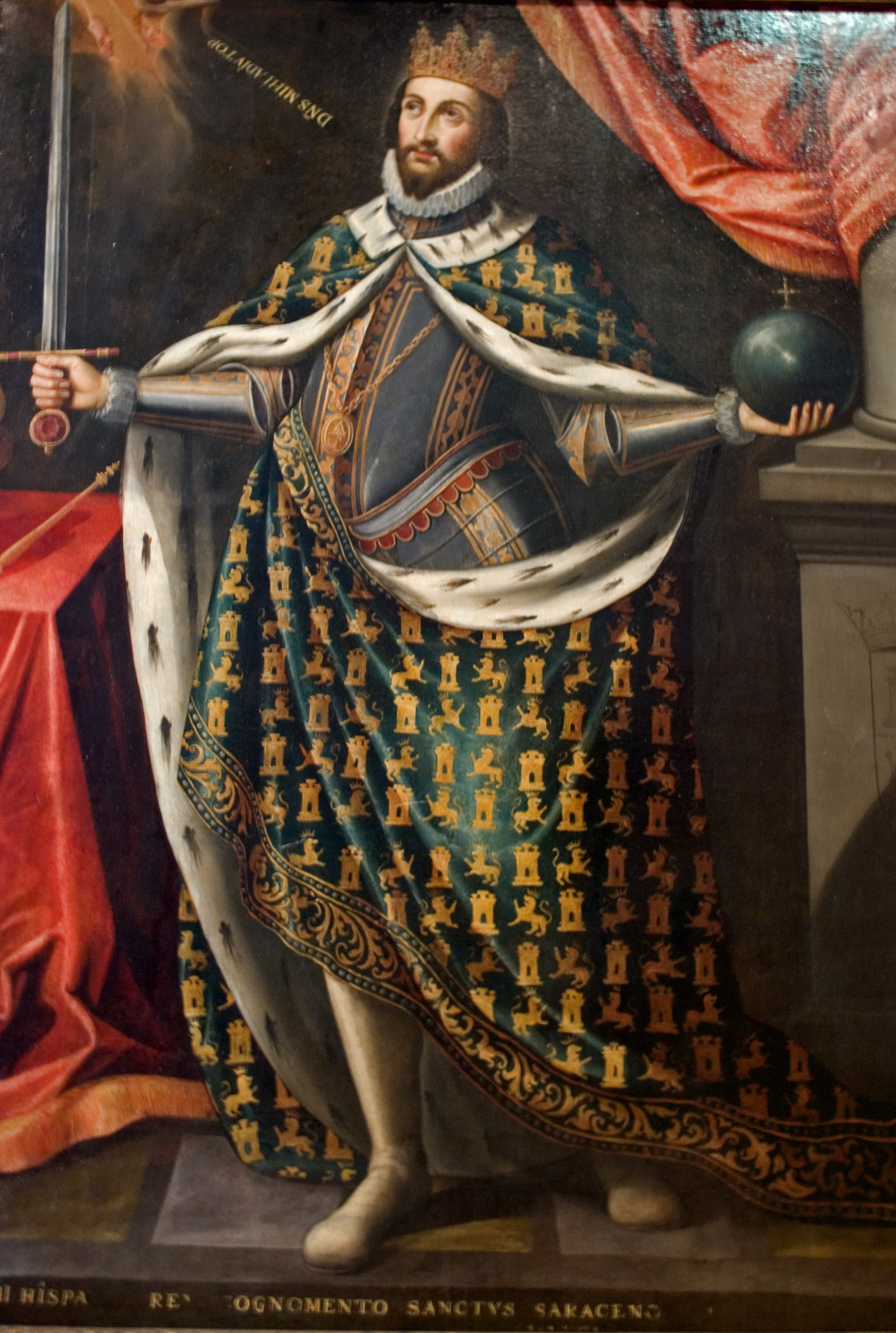
Фернандо III 1230-1252 Король Кастилии и Леона
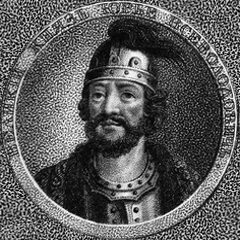
Юрий Всеволодович 1212-1216, 1218-1238 Великий князь Владимирский
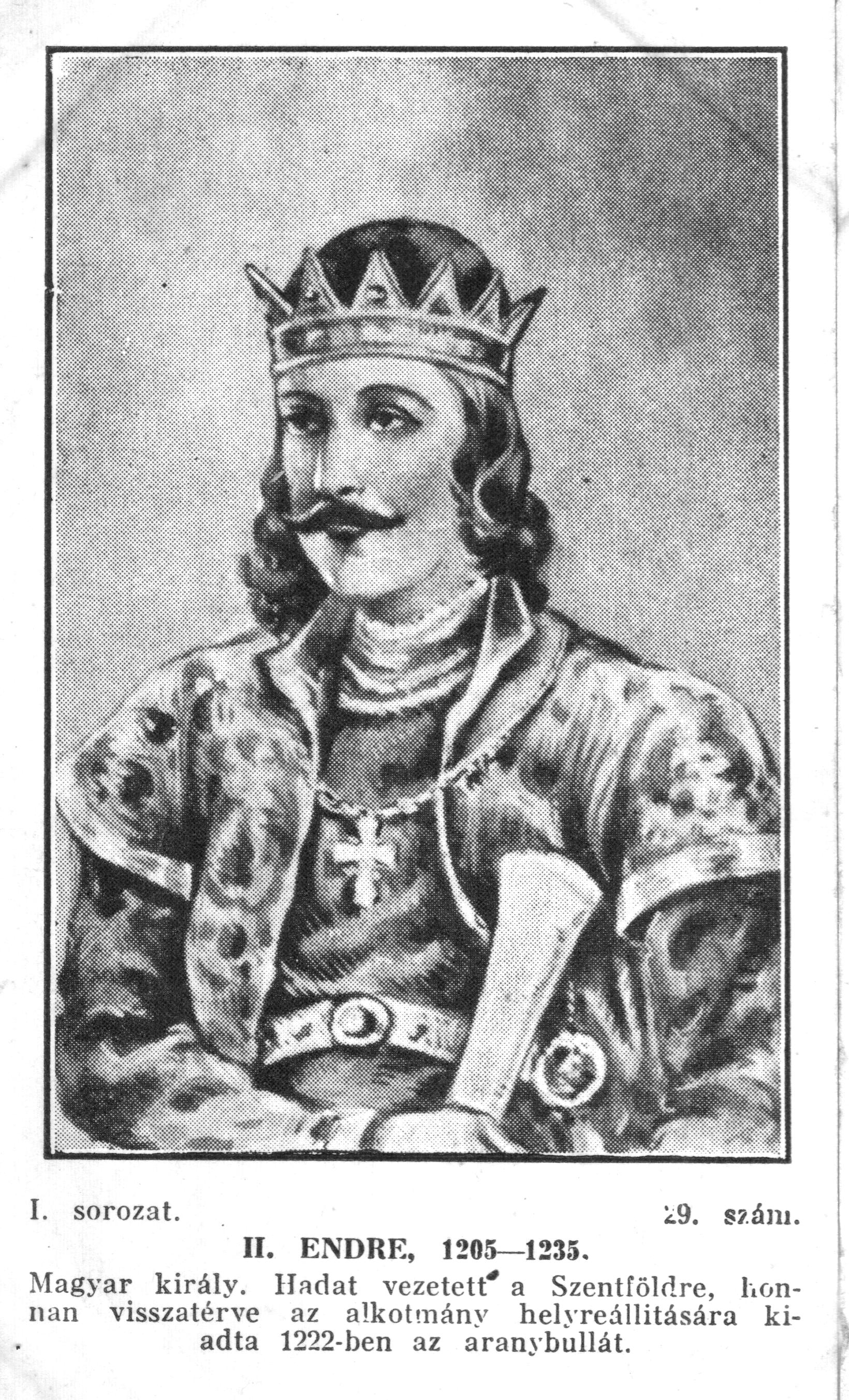
Андраш II 1205-1235 Король Венгрии
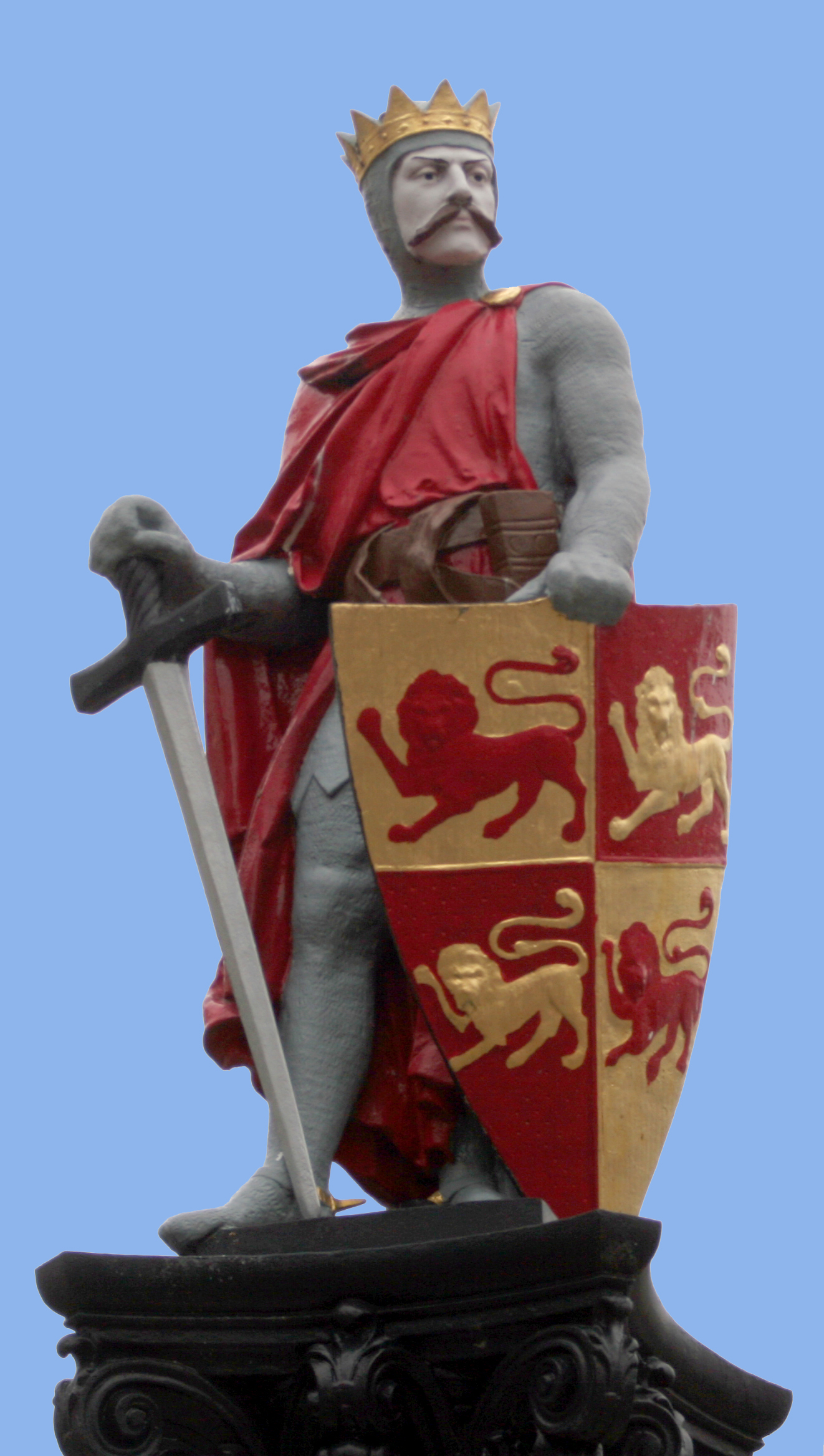
Лливелин Великий 1195-1240 Принц Уэльса
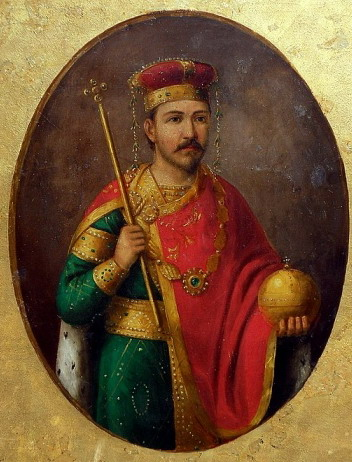
Иван Асень II 1218-1241 Царь Болгарии
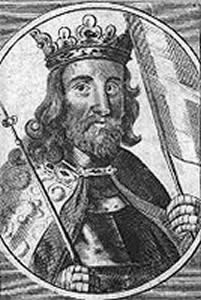
Вальдемар II 1202-1241 Король Дании
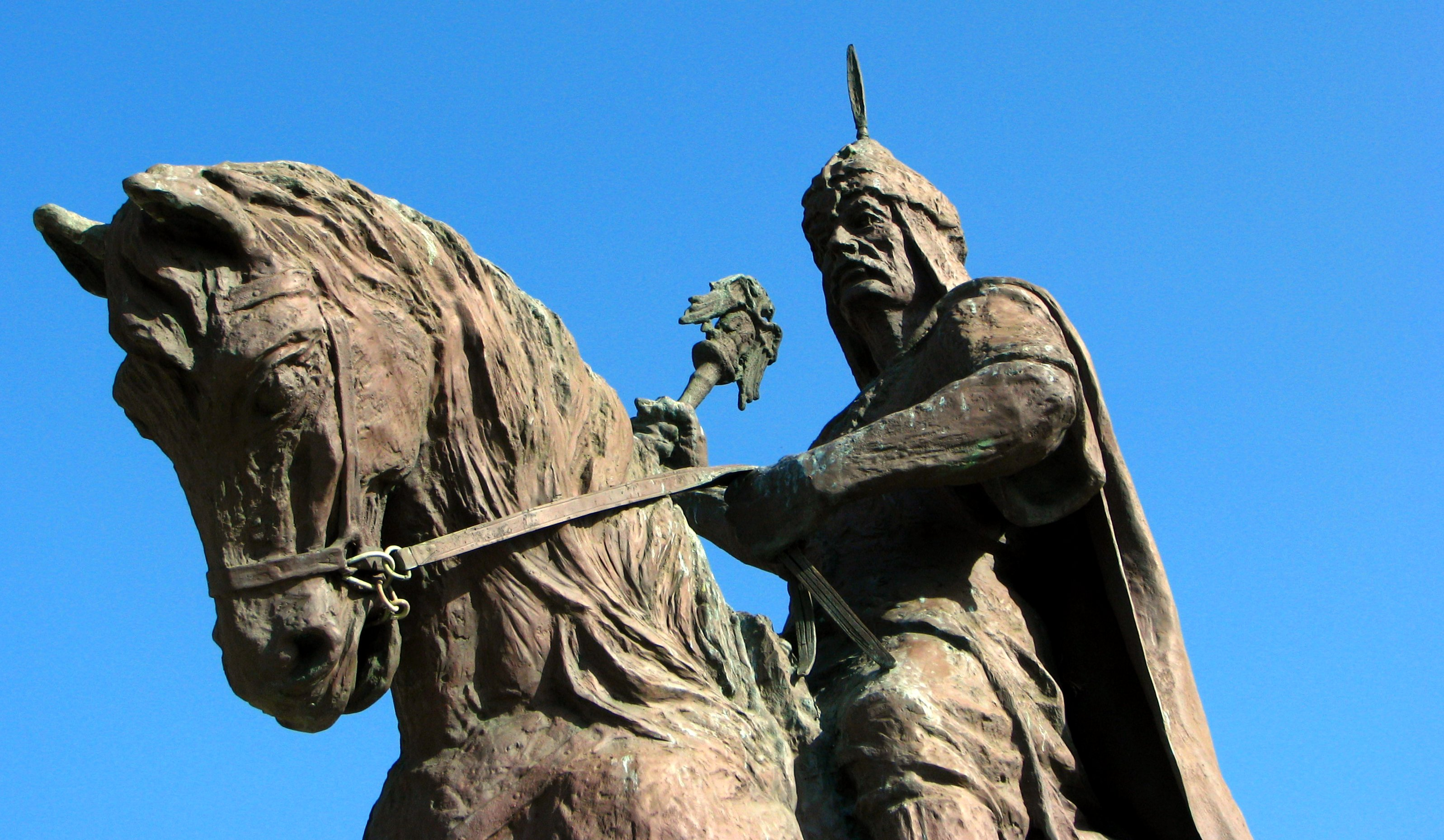
Кей-Кубад I 1219-1237 Султан Рума
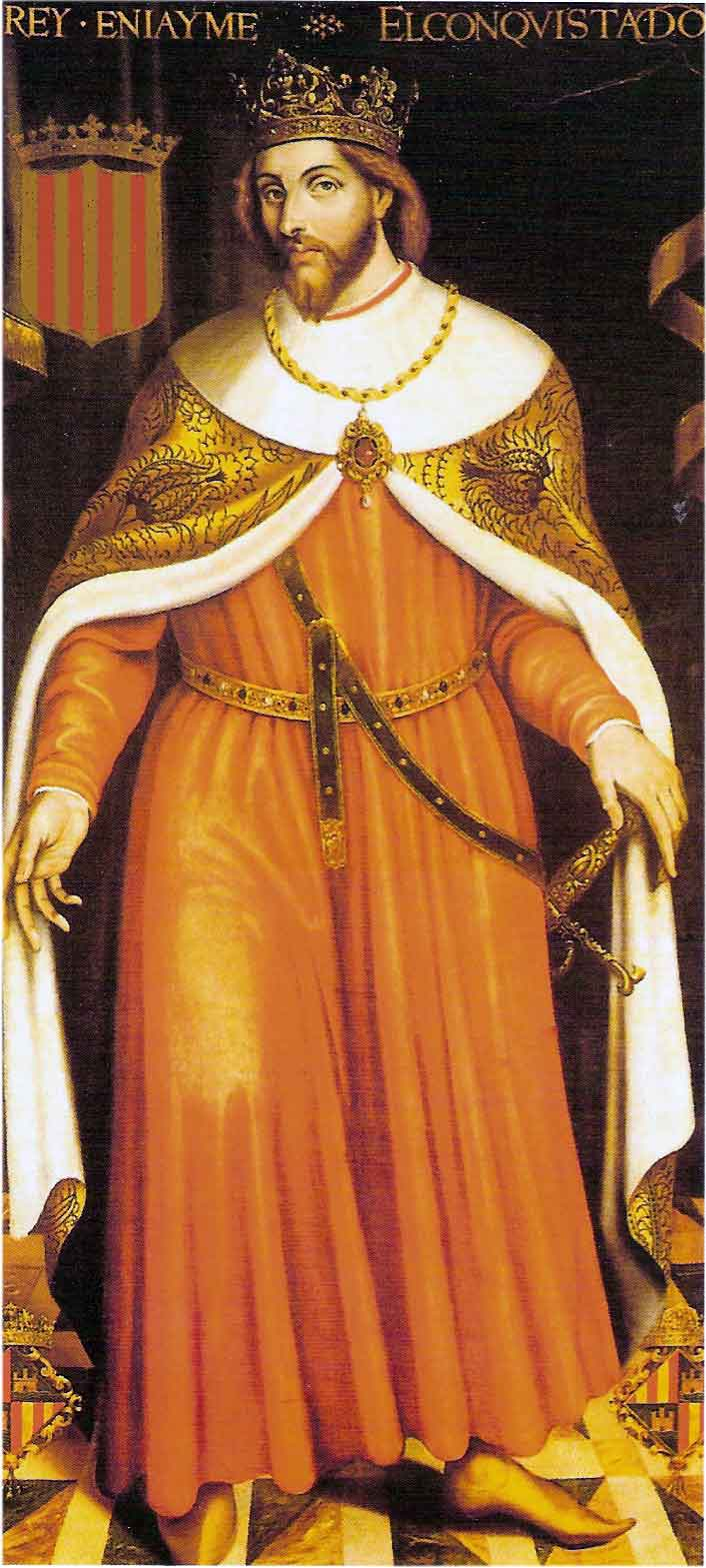
Хайме I Завоеватель 1213-1276 Король Арагона
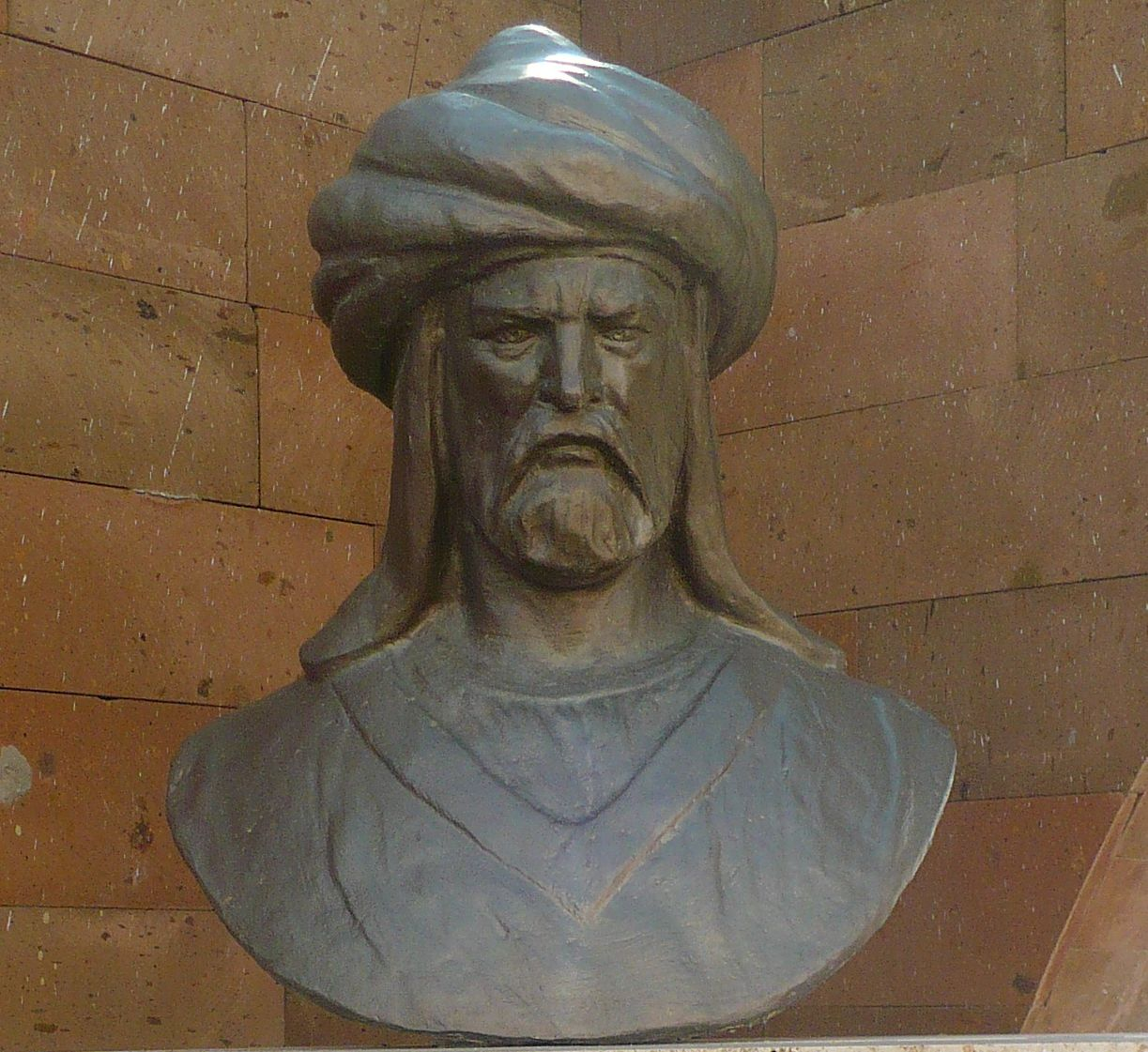
Батый 1227-1255 Хан Золотой Орды
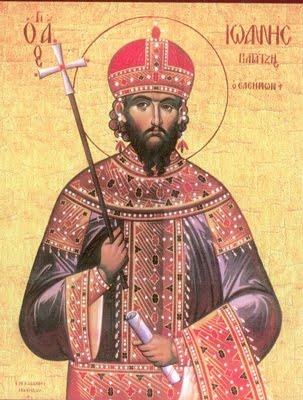
Иоанн III Дука Ватац 1221-1254 Император Никейской империи
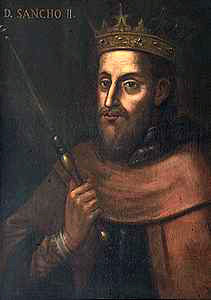
Саншу II 1223-1247 Король Португалии
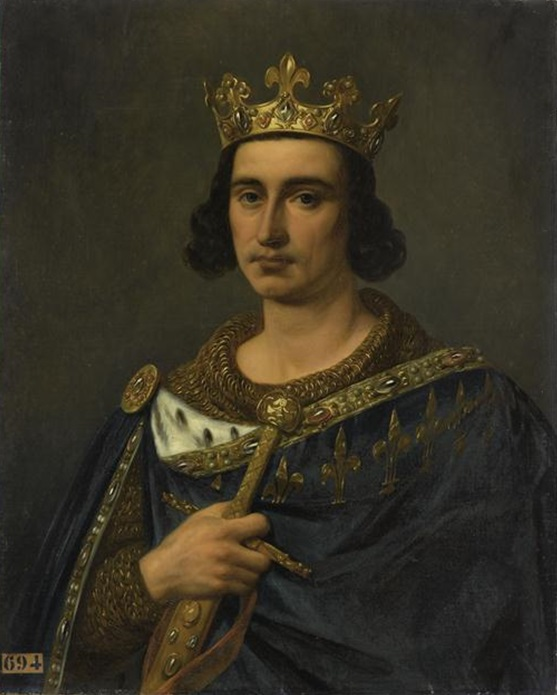
Людовик IX Святой 1226-1270 Король Франции
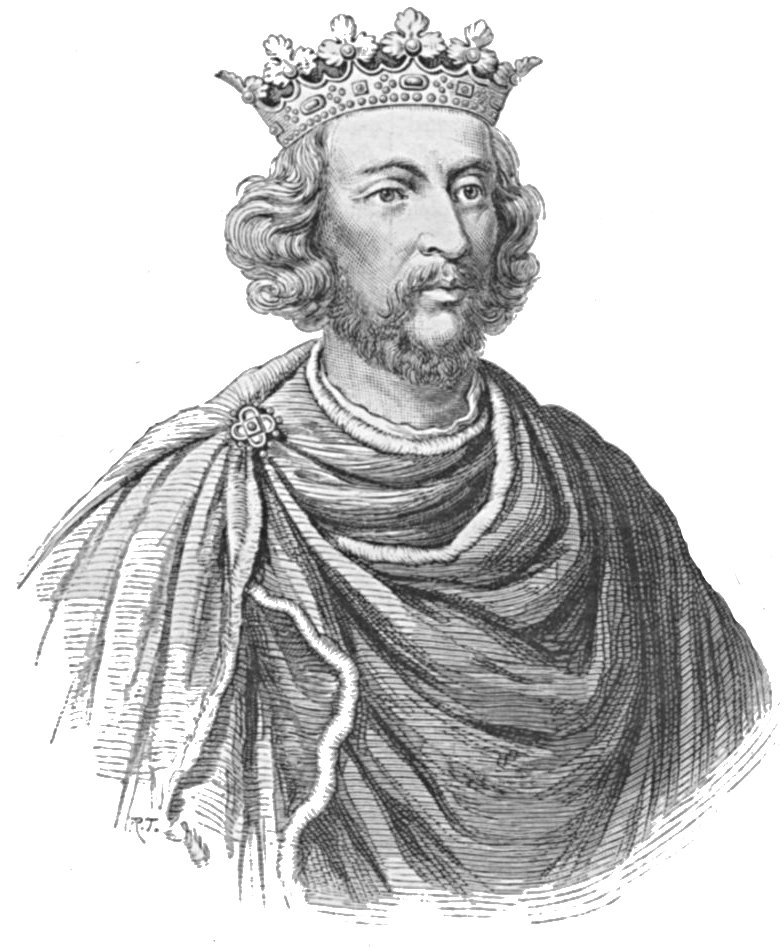
Генрих III 1216-1272 Король Англии
Ли-цзун 1224-1264 Император Китая
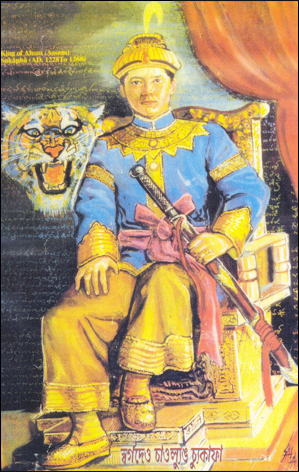
Сукапхаа 1228-1268 Махараджа Ахома
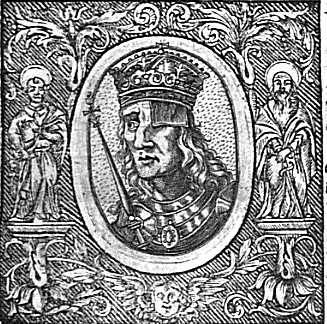
Вацлав I 1230-1252 Король Чехии
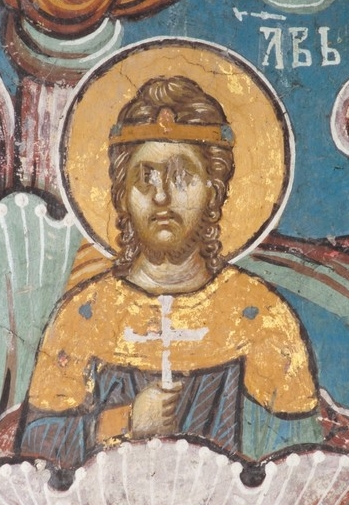
Стефан Радослав 1228-1234 Король Сербии
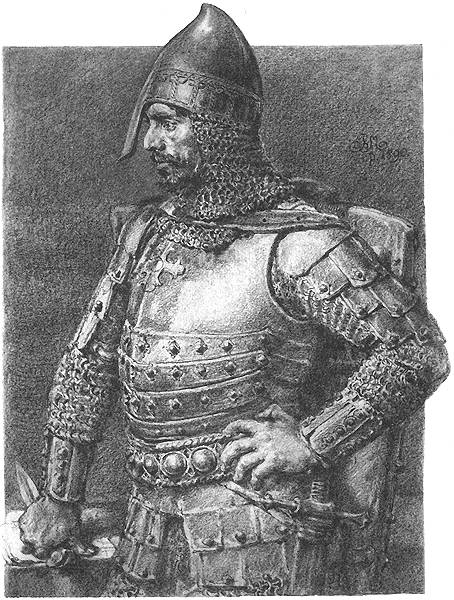
Конрад I Мазовецкий 1229-1232, 1241-1243 Князь Краковский
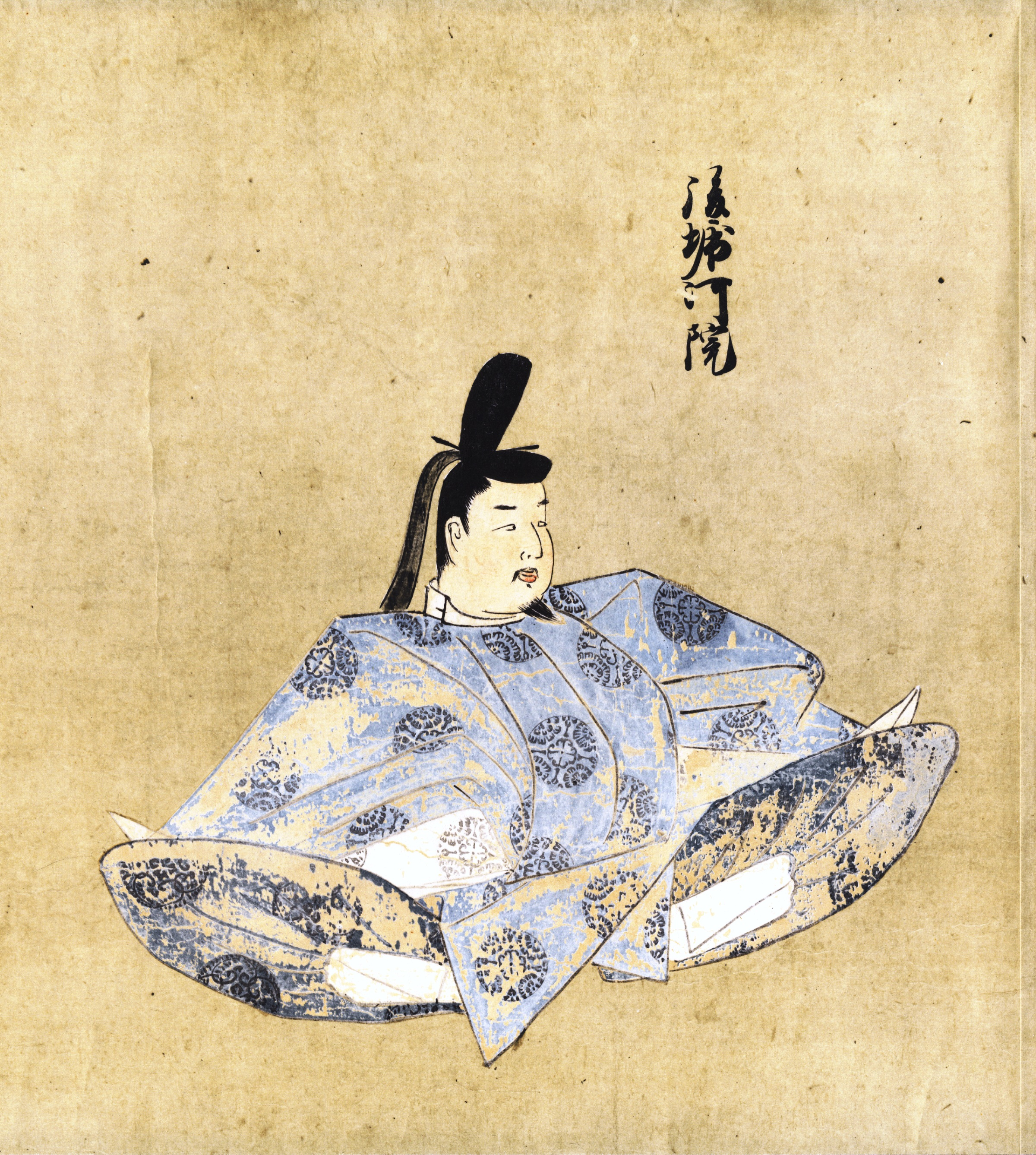
Го-Хорикава 1221-1232 Император Японии
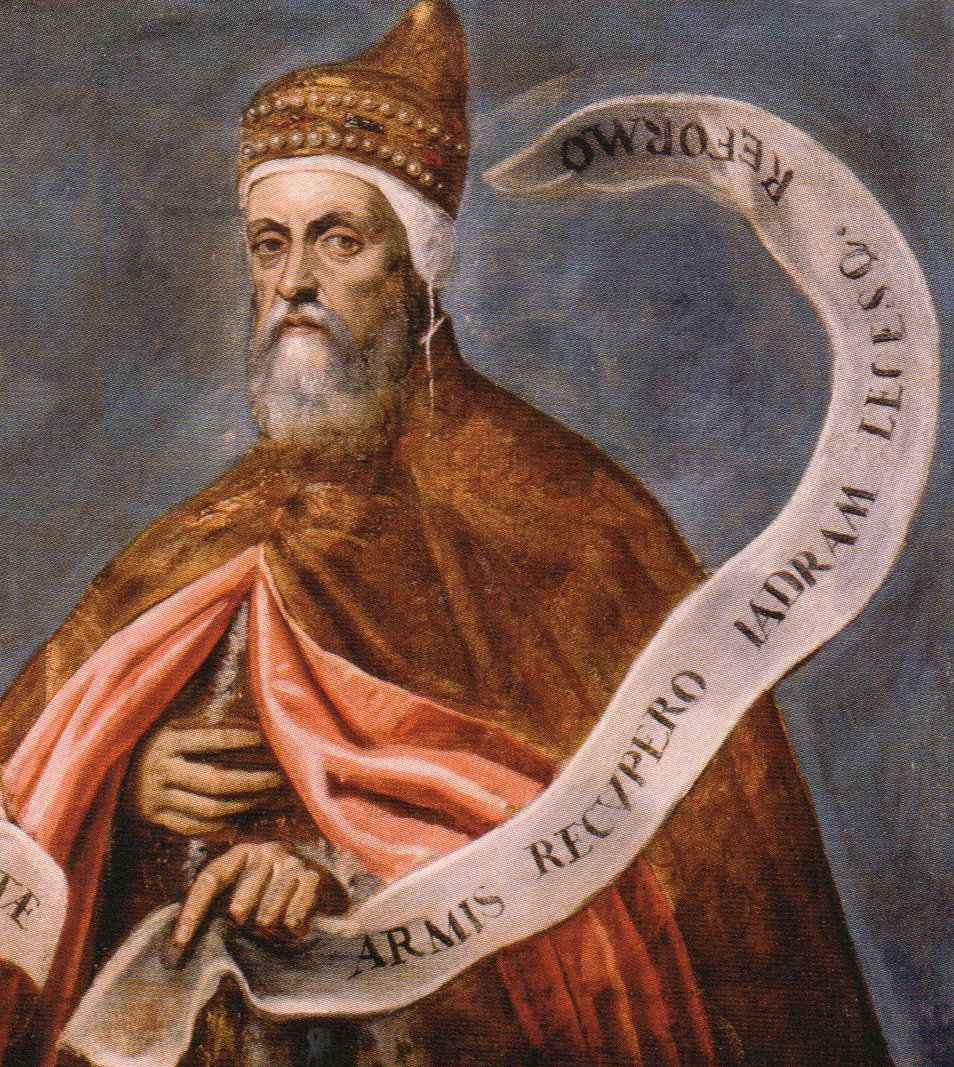
Якопо Тьеполо 1229-1249 Дож Венеции
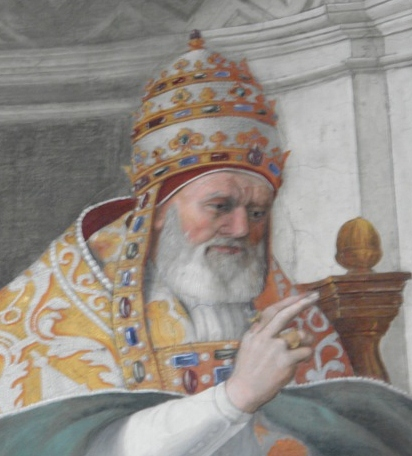
Григорий IX 1227-1241 Папа римский